# Richard D. Zanuck
Richard D. Zanuck est un producteur américain, né le 13 décembre 1934 à Los Angeles, en Californie (États-Unis) et mort le 13 juillet 2012 à Beverly Hills, en Californie (États-Unis).

## Biographie
Richard Zanuck est né à Los Angeles d'une famille de cinéma puisqu'il est le fils du célèbre producteur Darryl F. Zanuck et de l'actrice du cinéma muet Virginia Fox. Après des études à l'Université Stanford, il travaille pour la 20th Century Fox dont son père est vice-président. En 1959, il produit son premier film, Compulsion (Le Génie du mal) de Richard Fleischer. Il connaît cependant quelques échecs retentissants durant les années soixante (dont L'Extravagant Docteur Dolittle) qui mènent à son renvoi par son père. Ce dernier convoque le conseil d'administration car Richard vient de mettre fin au contrat de Geneviève Gilles, la protégée de son père, et parvient à obtenir son départ, au dam de son épouse Virginia Fox, qui soutient son fils.
Richard Zanuck rejoint alors les rangs de la Warner Bros, avant de fonder The Zanuck/Brown Company avec David Brown. La compagnie produit les premiers films de Steven Spielberg et plusieurs autres succès comme Cocoon et Miss Daisy et son chauffeur avant de cesser ses activités. Zanuck poursuit néanmoins sa carrière de producteur. À partir de 2001, il s'associe avec Tim Burton pour produire la majorité de ses films en commençant par La planète des singes.
En 1974, Richard Zanuck produit Sugarland Express, un film réalisé par Steven Spielberg. L'année suivante, il produit le succès des Dents de la mer qui se hisse au sommet du box-office avec 260 millions de recettes aux États-Unis.
Richard Zanuck a été marié trois fois. Il épouse Lili Gentle en 1958. Le couple se sépare dix ans plus tard en 1968. La même année, il épouse l'actrice Linda Harrison dont il divorce en 1978 pour se remarier avec Lili Fini.
Il meurt d'une crise cardiaque le 13 juillet 2012 à Los Angeles,.

## Filmographie
- 1959 : Le Génie du mal (Compulsion)
- 1961 : Sanctuaire (Sanctuary)
- 1962 : Les Liaisons coupables (The Chapman Report)
- 1965 : La Mélodie du bonheur (The Sound of Music)
- 1973 : SSSSnake (SSSSSSS)
- 1973 : L'Arnaque (The Sting)
- 1974 : Willie Dynamite (en)
- 1974 : Sugarland Express (The Sugarland Express)
- 1974 : Contre une poignée de diamants (The Black Windmill)
- 1974 : The Girl from Petrovka (en)
- 1975 : La Sanction (The Eiger Sanction)
- 1975 : Les Dents de la mer (Jaws)
- 1978 : Les Dents de la mer, 2e partie (Jaws II)
- 1980 : L'Île sanglante (The Island)
- 1981 : Neighbors
- 1982 : Le Verdict (The Verdict)
- 1985 : Cocoon
- 1985 : Target
- 1988 : Cocoon, le retour (Cocoon: The Return)
- 1989 : Miss Daisy et son chauffeur (Driving Miss Daisy)
- 1991 : Rush
- 1993 : L'Amour en trop (Rich in Love)
- 1994 : Clean Slate
- 1995 : Wild Bill
- 1996 : Les Hommes de l'ombre (Mulholland Falls)
- 1996 : Poursuite (Chain Reaction)
- 1998 : Deep Impact
- 1999 : Jugé coupable (True Crime)
- 2000 : The 72nd Annual Academy Awards (TV)
- 2000 : L'Enfer du devoir (Rules of Engagement)
- 2001 : La planète des singes (Planet of the Apes)
- 2002 : Le Règne du feu (Reign of Fire)
- 2002 : Les Sentiers de la perdition (Road to Perdition)
- 2003 : Big Fish : La légende du gros poisson (Big Fish)
- 2004 : Dead Lawyers (TV)
- 2005 : Charlie et la Chocolaterie (Charlie and the Chocolate Factory)
- 2007 : Sweeney Todd : Le Diabolique Barbier de Fleet Street
- 2010 : Alice au pays des merveilles (Alice in Wonderland)
- 2010 : Le Choc des Titans (Clash of the Titans)
- 2012 : Dark Shadows (Dark Shadows)

## Récompenses et distinctions
- Richard Zanuck et son épouse Lili Fini Zanuck reçoivent l'Oscar 1990 du Meilleur film pour Miss Daisy et son chauffeur, lors de la 62e cérémonie des Oscars le 26 mars 1990[6].